# Carndonagh
Carndonagh (en gaèlic irlandès Carn Domhnach) és una vila d'Irlanda, al comtat de Donegal, a la província de l'Ulster. Està situat a la península d'Inishowen, a les platges de la badia de Trawbeaga vora del cap Malin, el punt més al nord a l'illa d'Irlanda.
Carndonagh és el principal mercat del nord de la península i el lloc de la Creu Donagh, que havia format part d'un monestir fundat per Patrici d'Irlanda per al bisbe MacCairthan, germà del bisbe de Clogher. El nom original irlandès, Carn Domhnach, fa referència al túmul funerari de l'església. La ciutat està dissenyada al voltant d'una plaça central, o diamant, i està dominada per una església catòlica italiana. També hi ha la seu de la Carndonagh Community School, antigament la major escola de la comunitat a la República d'Irlanda. És una vila petita però bonica que consta de cafès, pubs, una gran varietat de botigues i una discoteca. Carndonagh té una comunitat de músics actius, artistes i escriptors, i és la llar del Grup de Carnaval d'Inishowen i del cor de gospel d'Inishowen.

## Galeria

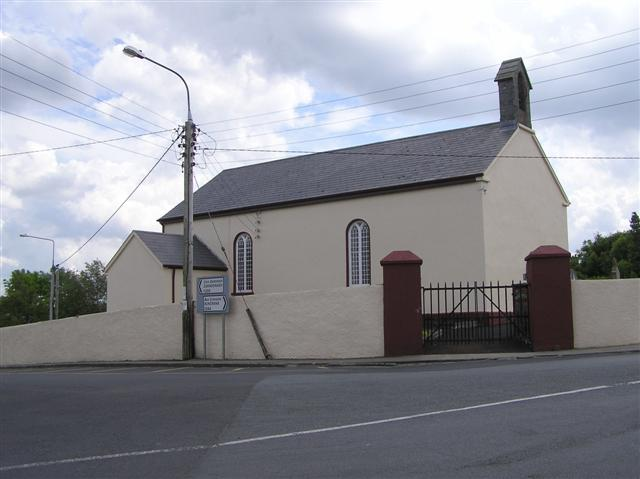
Carndonagh Església d'Irlanda.
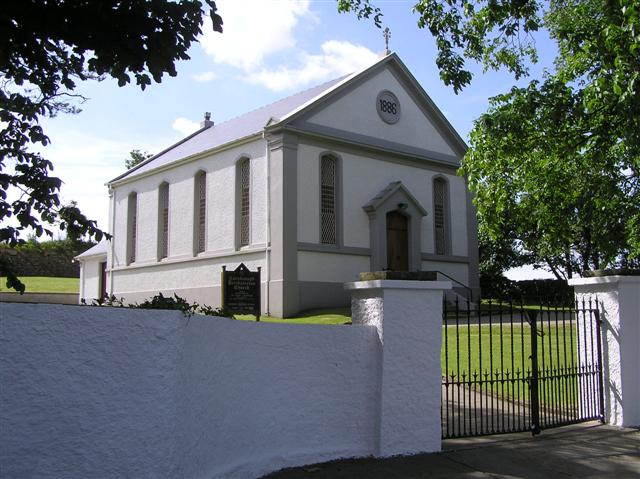
Carndonagh Església Presbiteriana d'Irlanda.
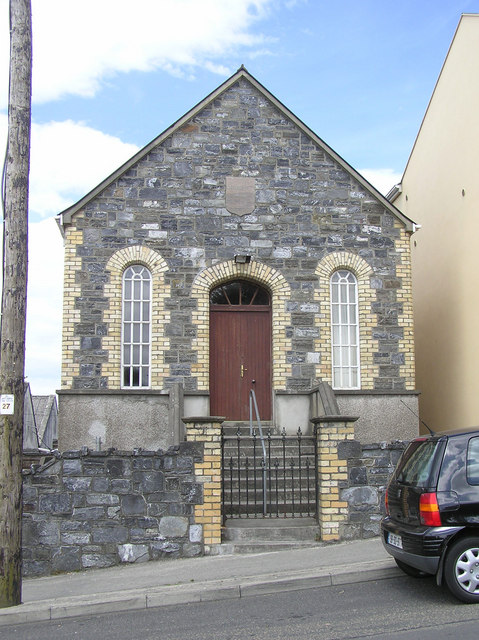
Carndonagh Església Metodista d'Irlanda.
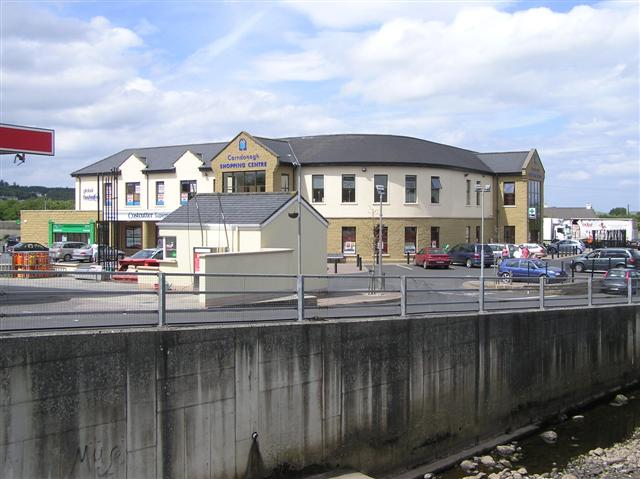
Centre Comercial de Carndonagh.